# Виноградовск (Зиминский район)
Виногра́довск — исчезнувший участок на территории Новолетниковского сельского поселения Зиминского района Иркутской области.

## История
Населённый пункт был основан в 1926 году Иваном Виноградовым, переселенцем из деревни Ивашкина Комсомольского района Чувашской АССР. Семья Виноградовых состояла из двух человек, оба занимались земледелием. Позже приехали сосланные поселенцы из раскулаченных и репрессированных с Украины и из Белоруссии. В 1940-е годы деревня вошла в состав леспромхоза. Жители занимались сплавом леса по реке Игне, а также строили плотины. В населённом пункте функционировала школа, клуб, магазин, гараж, баня. В 1967 году в связи с закрытием лесосплава участок пришёл в упадок и вскоре перестал существовать.